# Nature Valley Open 2018
Die Nature Valley Open 2018 waren ein WTA-Tennisturnier der WTA Tour 2018 für Damen und ein ATP-Tennisturnier der ATP Challenger Tour 2018 für Herren in Nottingham und fanden parallel vom 11. bis 17. Juni 2018 statt.

## Damenturnier
→ Qualifikation: Nature Valley Open 2018/Damen/Qualifikation